# Literatura en udmurto
Literatura en udmurto es la literatura realizada en idioma udmurto, lengua finoúgria, en Udmurtia y zonas adyacentes.
El filólogo estonio Ferdinand Johann Wiedemann (1805-1887) escribió en 1859 una Grammatik der wotjakischen sprache y en 1895 se realizó un diccionario udmurto-alemán. Esto propició el surgimiento de la primera generación literaria udmurta, con los poetas G. Vereshchagin (1851-1930) y G. Prokopiev (1873-1936). El Calendario en udmurto apareció en Kazán de 1904 a 1909, con la publicación del poema narrativo El fugitivo de Mijaíl Mozhgin (1890-1929).
El autor Kedra Mitrei (D. I. Korepanev 1892-1949) escribió en udmurto la novela Hijo de un siglo triste (1911) y la tragedia Eshterek (1915), a la vez que aparece la revista literaria nacionalista Vil Sin (1914-1918), de carácter panfinlandés.
A partir de ese momento se desarrolló la literatura en lengua nativa, sobre todo en poesía romántica y realista de M. P. Prokopiev (1884-1919), D. A. Maiorov (1889-1923) e I. T. Diadiukov (1896-1955), la poetisa Ashalchi Oki (L. K. Vekshina, 1898-1973), K. Gero (K.P. Chainikov, 1898-1941). También se creó el drama udmurto con Los insurgentes (1926) de P. M. Sokolov, sobre la revuelta de 1906 y Nariz'tok (1928) de M. N. Timashev (1905-1938), primer drama musical. Con respecto a la novela, Kedra Mitrei compuso La vieja villa (1926) y D. P. Pinia (D. I. Bazherov, 1904-1938) El remolino negro (1927).
A partir de los años 30 y 40 destacaron los autores A. S. Mironov (1905-1931), M. A. Konovalov (1905-1938) con la novela Gaian (1936) sobre los udmurtos con Yemelián Pugachov, G. S. Medvedev (1904-1938) con la trilogía Campo de Lodzia (1932-1936) y P. A. Blinov (1913-1942). Como poetas, destacaron M. P. Petrov (1905-1955), I. G. Gavrilov (1912-1973), con Grunia Tarasova (1938) y Primavera fría (1934) y P. M. Chainikov (1916-1954). La narrativa infantil tuvo como destacados F. G. Aleksandrov (1907-1941) con Maksi (1936) y A. N. Klabukov (1904-?). La gran mayoría de ellos fueron asesinados durante las purgas estalinistas.
Durante la Segunda Guerra Mundial destacaron autores como Filipp Kedrov (1909-1944), con Natal (1942), primera ópera en udmurto, y la novela Katia (1940), Stepan Shirobokov (1912-?) y Kuzma Chainikov (1898-1941).
Después de la Guerra y durante los años 60 y 70 destacaron T. I. Shmakov (1910-1961), M. A. Liamin (1906) y Trofim Arkhinov (1908), director de Molot en 1956-1966; N. S. Baiteriakov (1923), G. S. Sabitov (1915), M. P. Pokchi-Petrov (1930-1959), D. A. Yashin (1929) y el comediógrafo V. E. Sadovnikov (1915-1975). Después, el más destacado fue Guennady Kraselnikov (1928-1975), además de Oleksan Kabyshev (1962); A. G. Kolesnikova (1916-1967), S. A. Samsonov (1931) y R. G. Vaklishin (1937). Posteriormente, también destacaron F. I. Vasiliev (1934), A. E. Belogonov (1932), P. K. Pozdeyev (1931), G. A. Jodyrev (1932), A. N. Uvarov (1936), K. E. Lomagin (1933), V. V. Romanov (1934) y A. K. Leontiev (1944).